# Dilución merlé

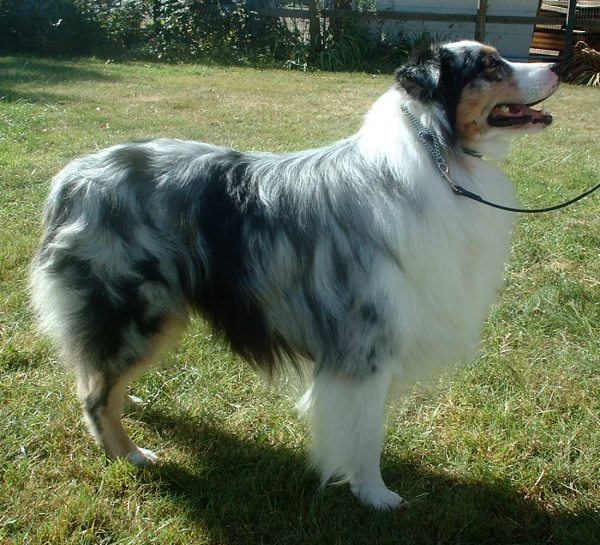
Un pastor ovejero australiano azul merlé.

Merlé o mirlo hace referencia a una mutación en el gen PMEL que diluye el color de las melaninas en el pelaje de los perros y los ratones. Puede afectar a todos los colores de manto.
El gen merlé crea parches moteados de color en un manto de color sólido o picazo, azul o heterocrómico, pudiendo afectar también al pigmento de la piel.
El cruce entre dos individuos merlé se llama doble merlé. En algunas razas de perro, cuando dos ejemplares merlé se cruzan, se presentan problemas de visión y audición. Por ejemplo en el border collie los doble merle tienen altas probabilidades de nacer con sordera y malformaciones de ojos y oídos.

## Galería de imágenes

### Azul merlé

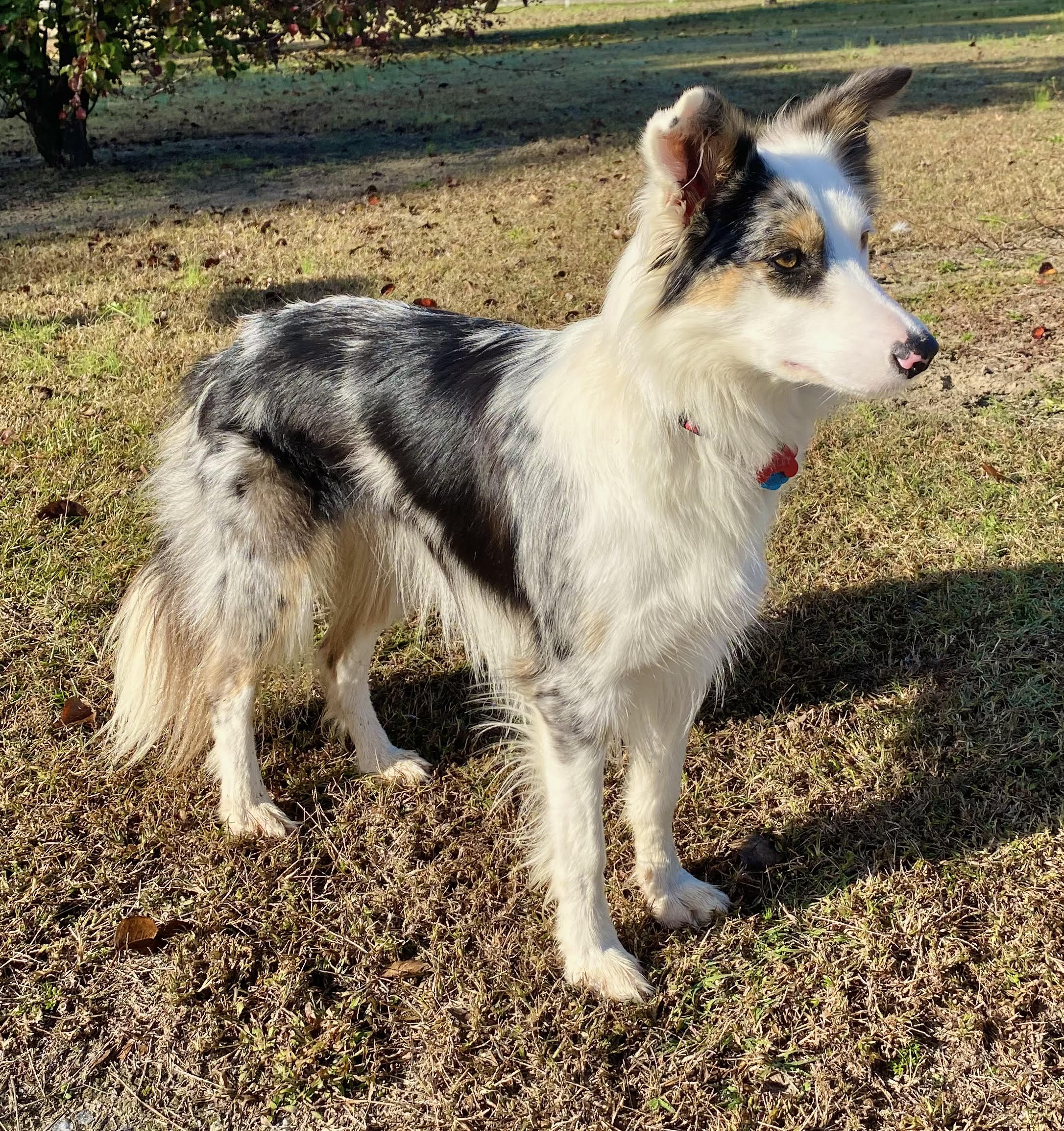
Border collie
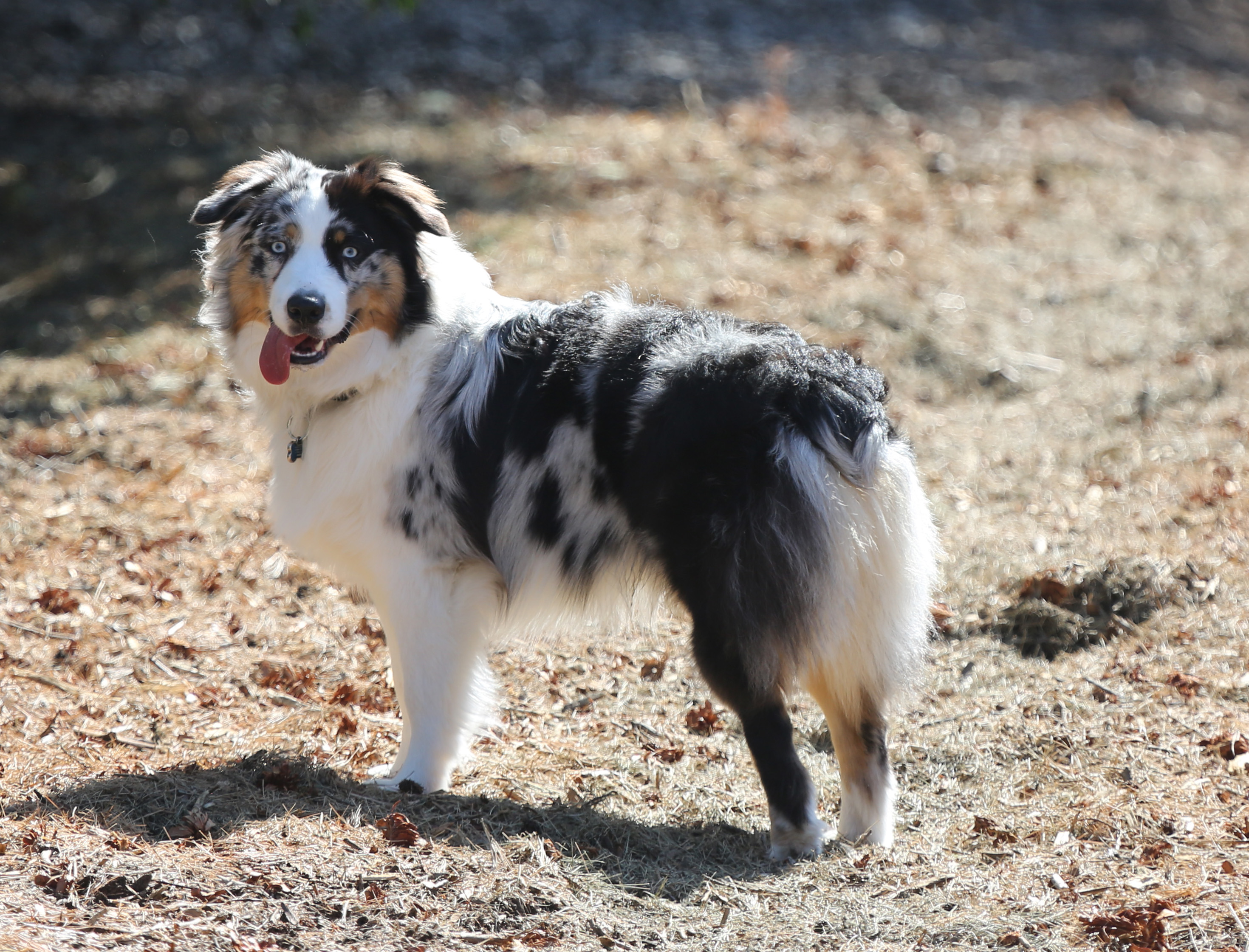
Pastor ovejero australiano
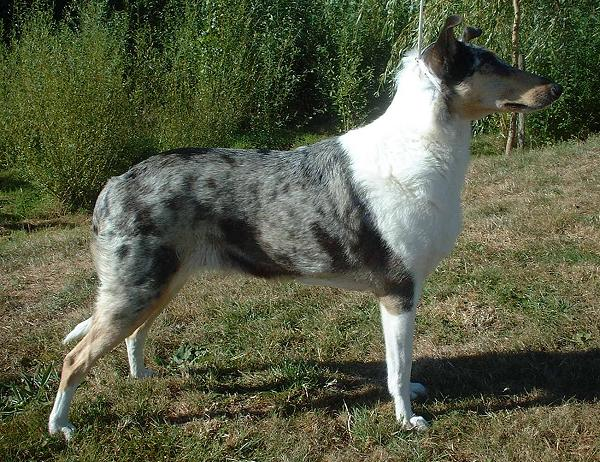
Collie de pelo corto
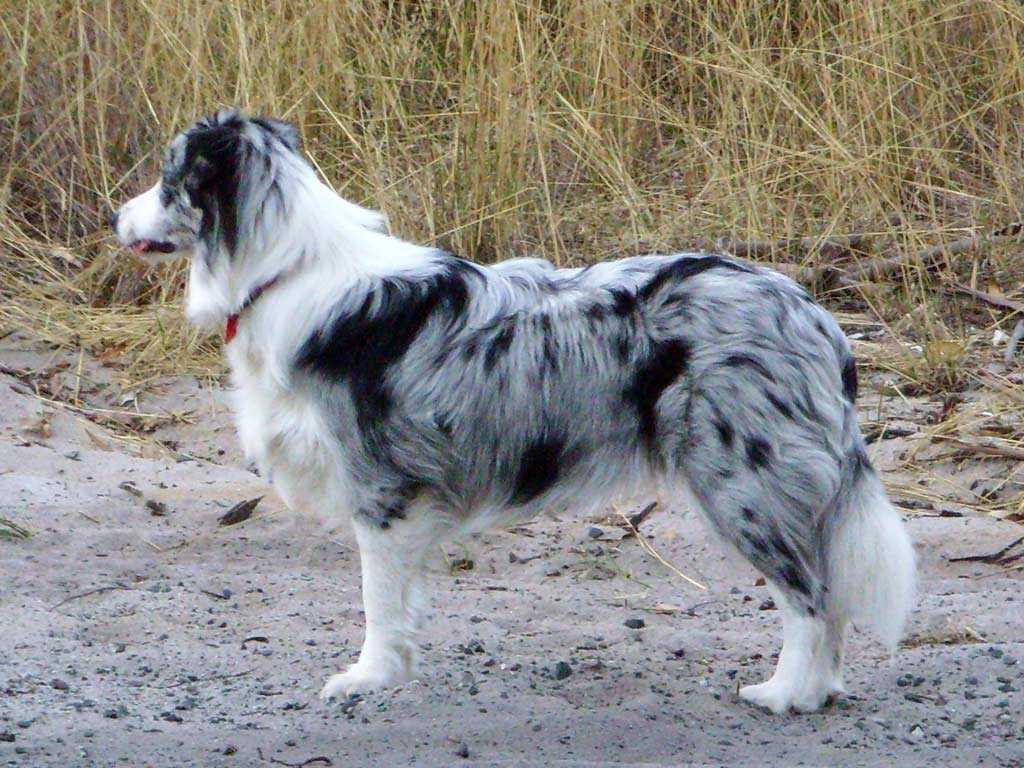
Border collie azul merlé de pelo largo.
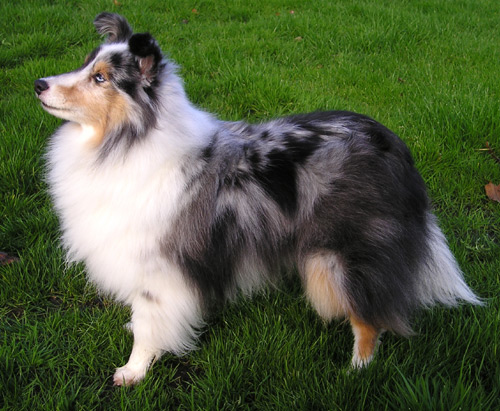
Pastor de las islas Shetland
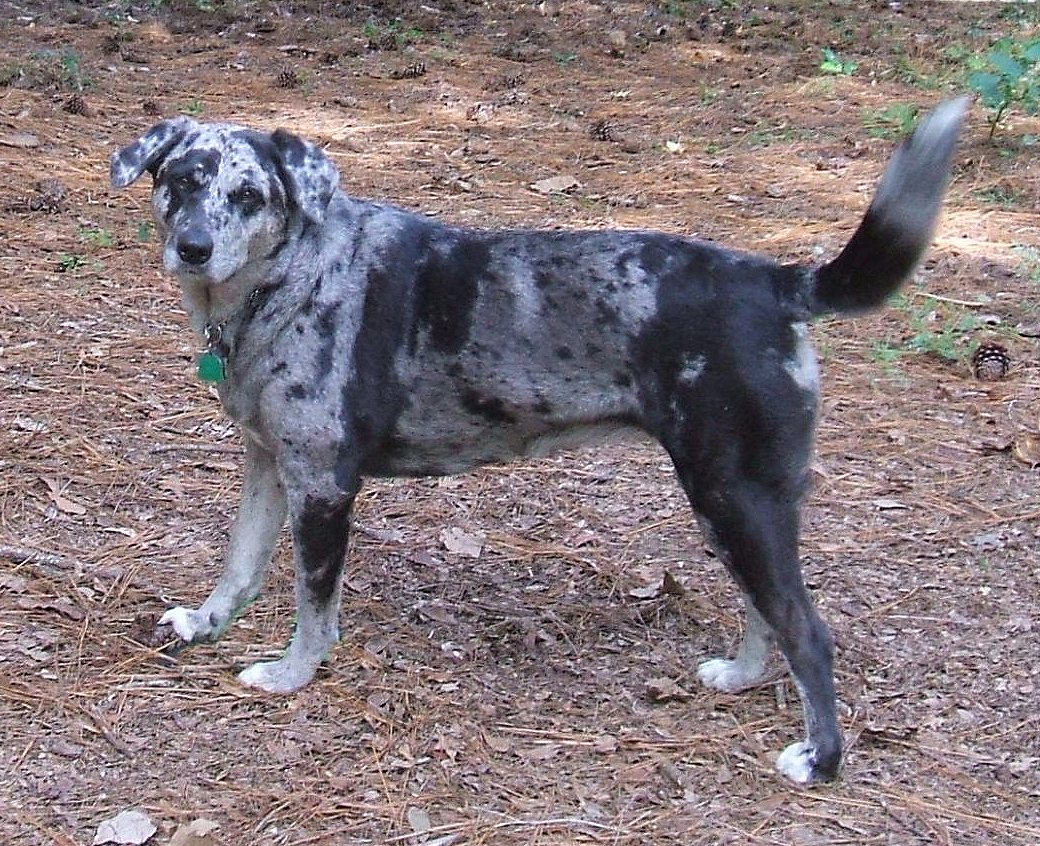
Catahoula Cur
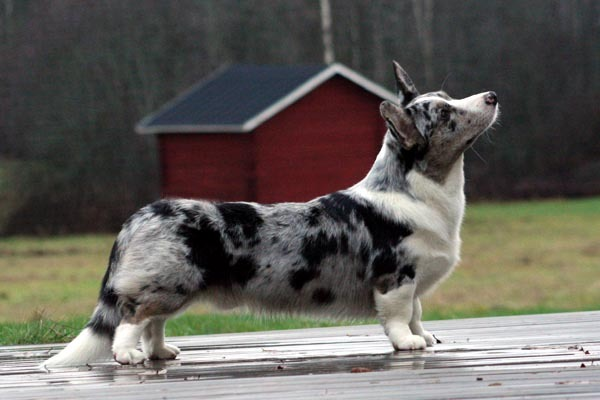
Corgi galés de Cardigan
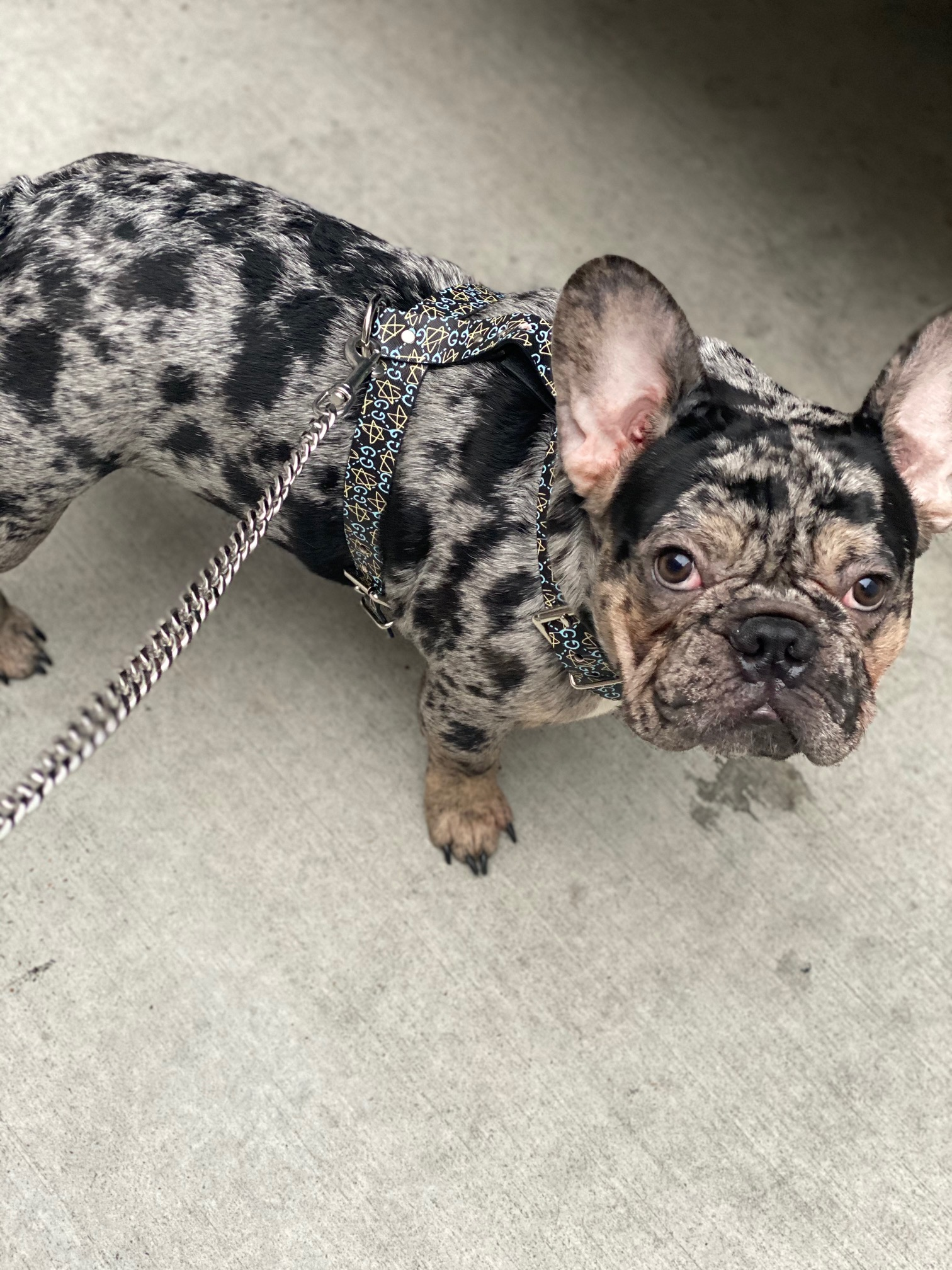
Bulldog francés
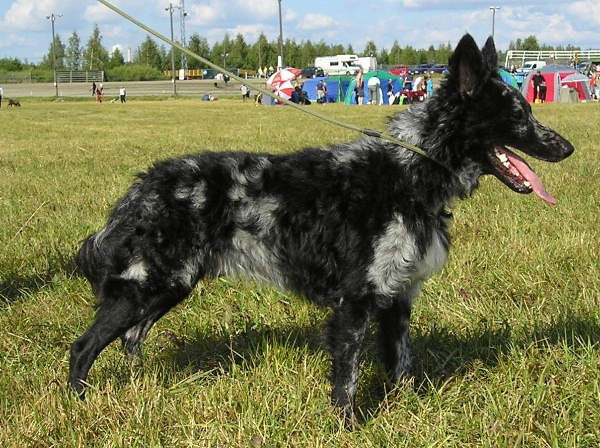
Mudi
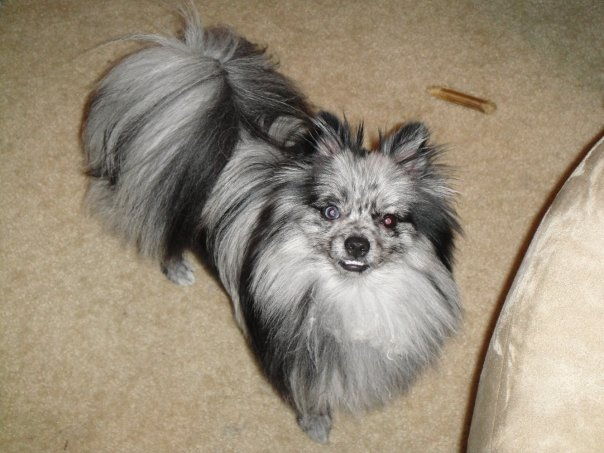
Pomerania
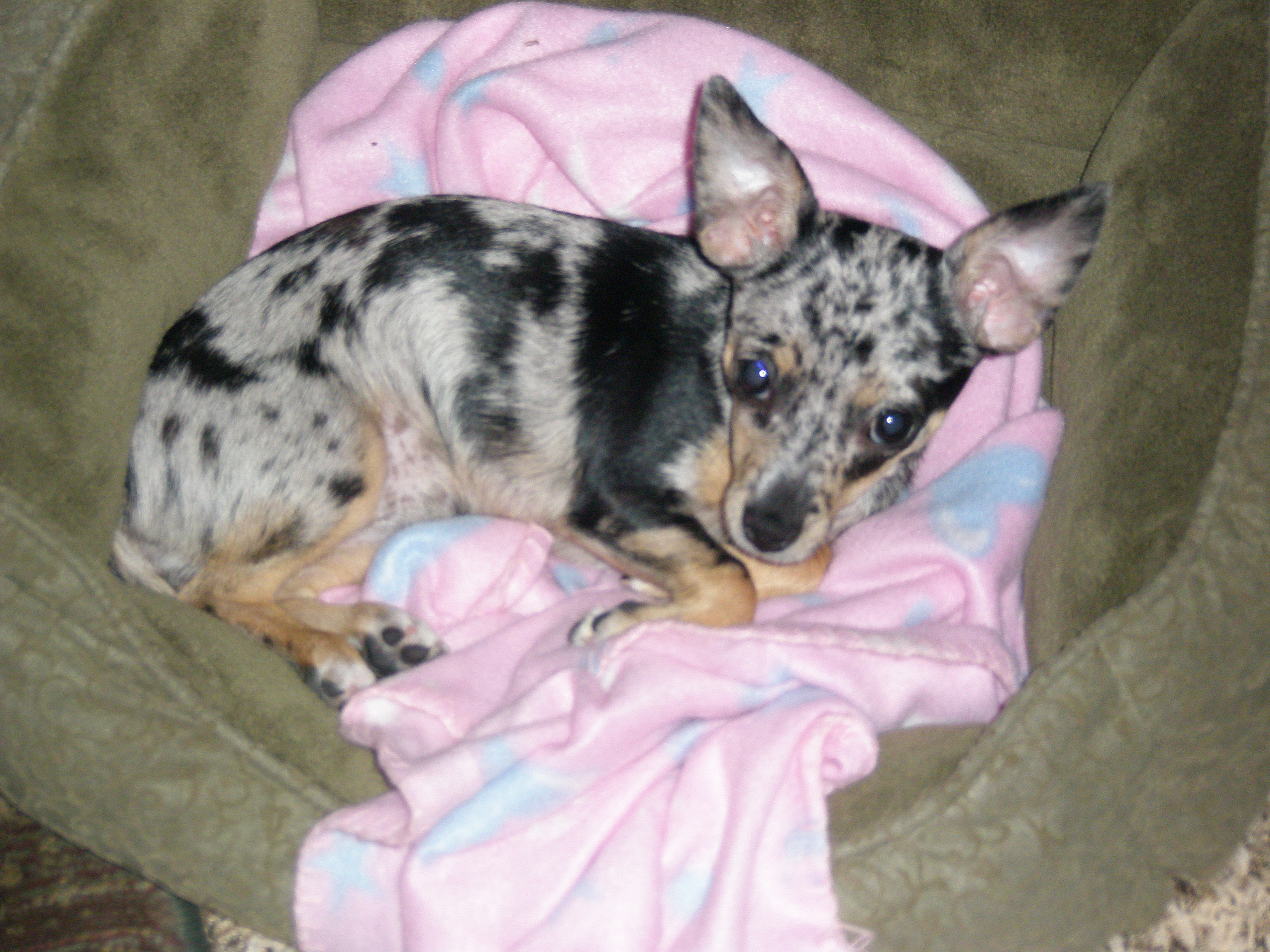
Chihuahua
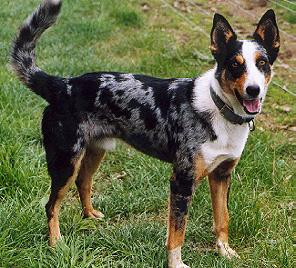
Koolie
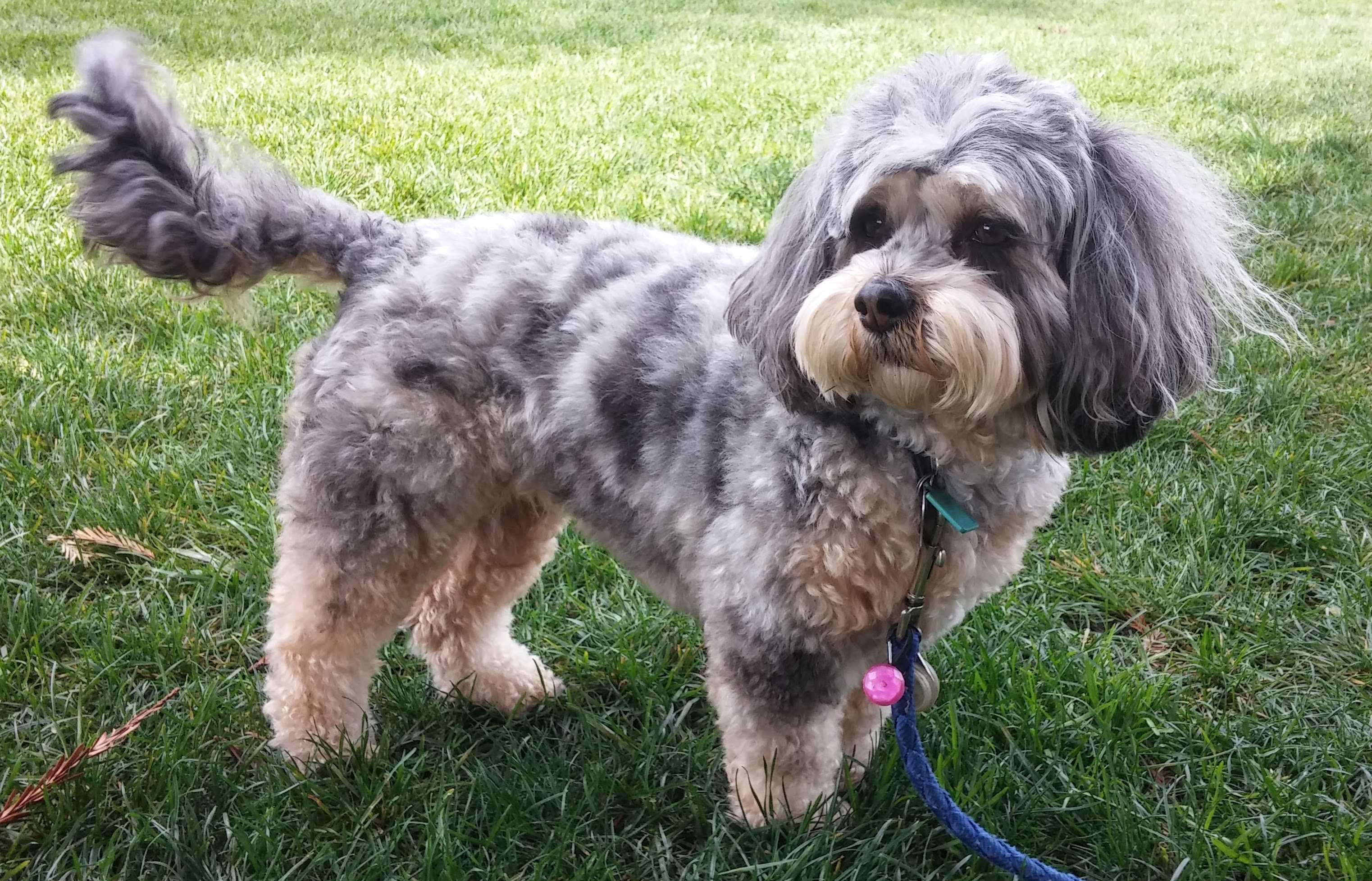
Cockapoo

### Rojo merlé

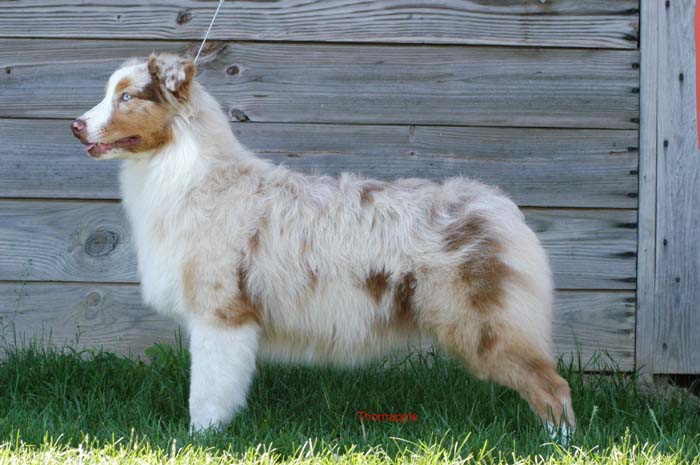
Pastor ovejero australiano
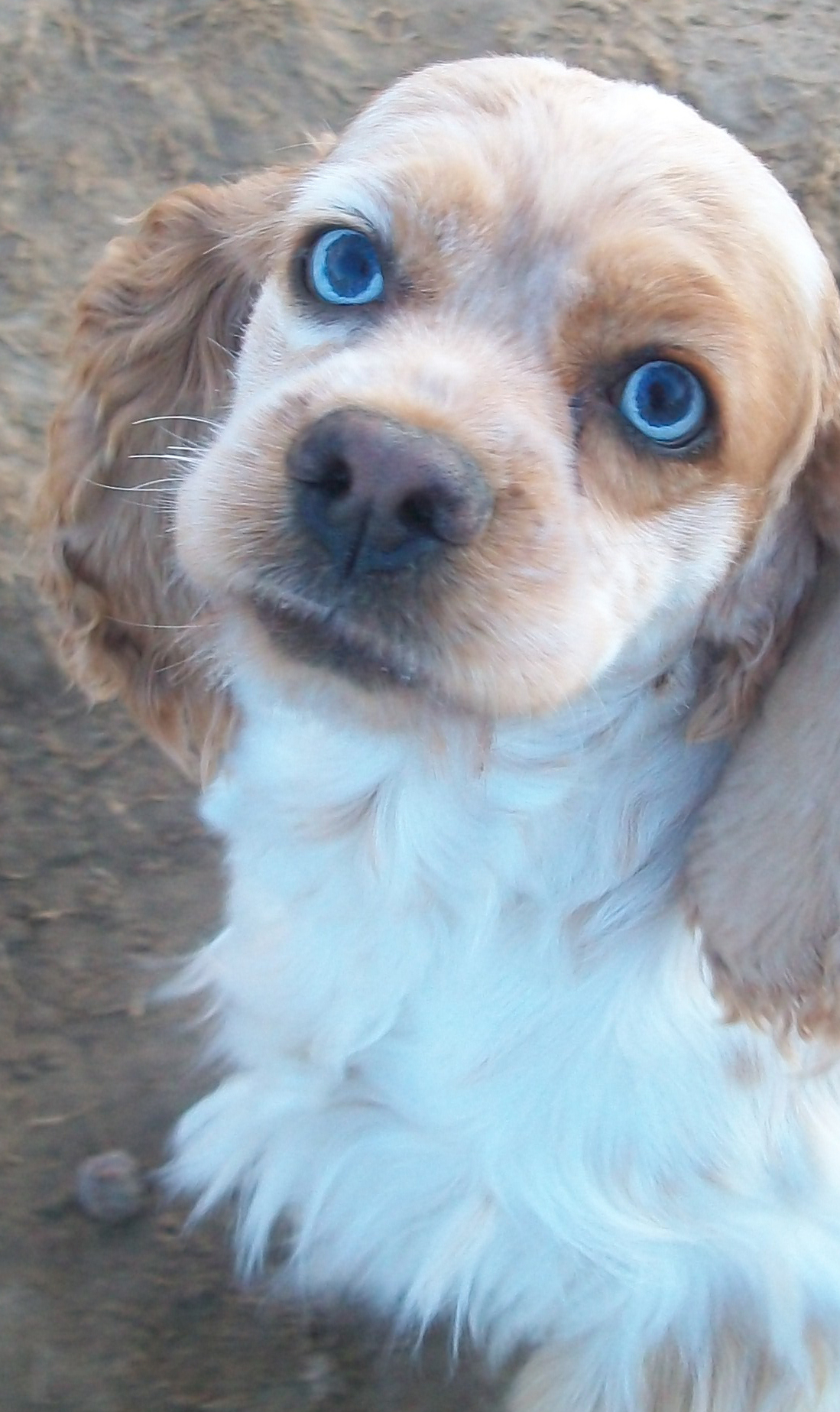
Cocker americano
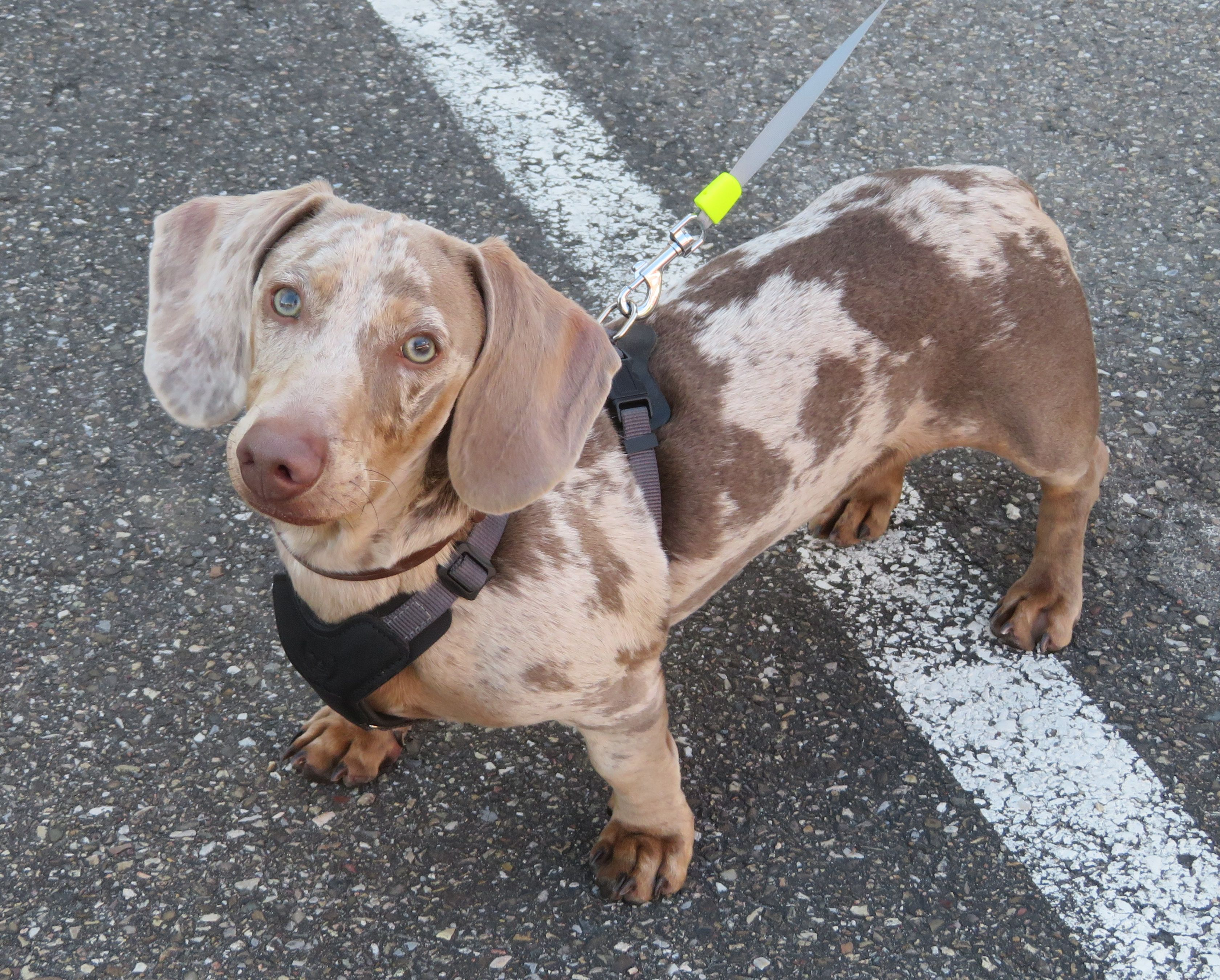
Dachshund
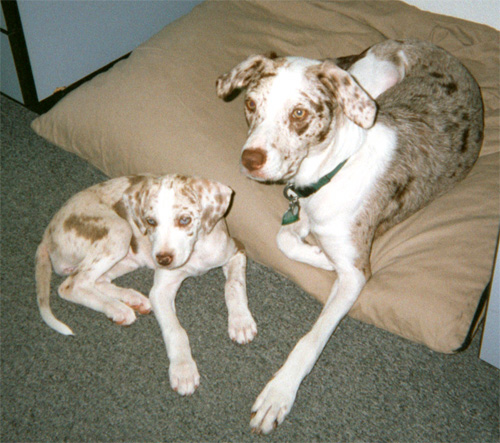
Catahoula Cur